# سینه (کاریکاتوریست)
موریس سینه شناخته شده به عنوان سینه (فرانسوی: Siné‎؛ زادهٔ ۳۱ دسامبر ۱۹۲۸ - مرگ ۵ می ۲۰۱۶ ) کاریکاتوریست اهل فرانسه است.
اولین کار او در سال ۱۹۵۲ در فرانس دیمانش منتشر شد. او برای اکسپرس به عنوان کاریکاتوریست سیاسی شروع به کار کرد.
در جریان جنگ الجزایر استعمارستیزی او مجادله‌برانگیز شد. بارها از وی شکایت شد که وکیل جبهه آزادی‌بخش میهنی (الجزایر) از او دفاع کرد. در ۱۹۶۲ اکسپرس را ترک و نشریهٔ خود را به راه انداخت که به خاطر امپریالیسم ستیزی، ضد سرمایه‌داری، ضدروحانی‌گری و آنارشیسم اش شناخته می‌شد.
مقاله و کاریکاتورهای او در مجلهٔ شارلی ابدو در رابطه با ازدواج ژان سارکوزی (پسر نیکلا سارکوزی) با همسر یهودیش مجادله برانگیخت، و روزنامه‌نگاری به نام کلود اسکلوویچ آن‌ها را یهودستیز خواند. فیلیپ وال سردبیر مجله به سینه دستور داد یا نامهٔ عذرخواهی بنویسد یا با اخراج روبه‌رو شود. کاریکاتوریست گفت که ترجیح می‌دهد «بیضه‌هایش را ببرد» تا این که چنین کند، و فوراً اخراج شد. طرفین نهایتاً شکایاتی علیه هم ارائه کردند، و در دسامبر ۲۰۱۰ سینه برندهٔ شکایت ۴۰۰۰۰ یورویی از ناشر سابقش به دلیل اخراج نادرست شد.
موریس سینه از سوی اتحادیه دفاع یهودی تهدید به مرگ شده‌است.
موریس سینه ، سرانجام در روز ۵ می ۲۰۱۶ ( ۱۶ اردیبهشت ۱۳۹۵ ) درگذشت .